# 2021 NEW YEAR'S EVE LIVE
《2021 NEW YEAR'S EVE LIVE》는 대한민국의 빅히트 엔터테인먼트의 콘서트 투어이자 JTBC와 위버스 공동 제작을 통해 새해전야 특집 음악 프로그램이다.

## 방송 일정
| 방송 채널 | 방송 기간        | 방송 시간                       | 비고   |
| --------- | ---------------- | ------------------------------- | ------ |
| JTBC      | 2020년 12월 31일 | 목요일 밤 10시 30분 ~ 12시 20분 | 생방송 |

## 진행자
- 김일중
- 신아영

## 출연진
- 뉴이스트
- ENHYPEN
- 여자친구
- 투모로우바이투게더
- 이현
- BUMZU
- 방탄소년단

## 참고 사항
- MBC 가요대제전 출연진 거부 및 불참 관계로, 빅히트 레이블즈 콘서트 투어를 대체되었다.
- 다음날 0시 (12월 31일 밤 12시)를 앞둔 영동대로 카운트다운 드론 라이트쇼를 진행됐다. (풀영상 참조)
- 위 콘서트는 4K 초고화질 영상으로 제작하여 4K 방송 제작을 위한 전용 중계차로 생중계하였다.(4K중계차)

## 같이 보기
- MBC 가요대제전 - 동시간대 프로그램